# Setaphora boninensis
Setaphora boninensis är en kräftdjursart som beskrevs av Nunomura 1986. Setaphora boninensis ingår i släktet Setaphora och familjen Philosciidae. Inga underarter finns listade i Catalogue of Life.